# Sammy et Scooby en folie
Quoi d'neuf Scooby-Doo ? Scooby-Doo : Mystères associés
Sammy et Scooby en folie (Shaggy & Scooby-Doo Get a Clue!) est une série télévisée américaine en 26 épisodes de 30 minutes, créée Joe Ruby, Ken Spears et Iwao Takamoto et diffusée entre le 23 septembre 2006 et le 15 mars 2008 dans le bloc de programmation Kids' WB sur The CW. C'est la dixième série en date avec Scooby-Doo. Elle est précédée de Quoi d'neuf Scooby-Doo ? et suivie de Scooby-Doo : Mystères associés.
En France, la série est diffusée entre le 20 février et le 30 mars 2007 sur France 3 dans l'émission La Grande Scooby-Crêpe Party, puis depuis le 31 mars 2007 dans Scooby-Gang, toujours sur France 3 et depuis le 17 juin 2007 sur Cartoon Network.
Au Québec, la série est diffusée sur Télétoon.

## Synopsis
Un jour, Sammy apprend qu'il hérite de la fortune (estimée à 1 milliard de dollars) ainsi que du manoir de son oncle Albert. Nos deux compères quittent le Scooby-gang pour retrouver l'oncle Albert, qui a disparu. Ils devront affronter tout au long de la série un savant fou, Phineus Phibes, et son organisation, qui veulent la dernière invention de l'oncle Albert. Cette invention basée sur la nanotechnologie peut donner temporairement aux animaux et aux humains des pouvoirs surhumains. Cette invention a été transformée en Crocs Scooby pour que les animaux puissent l'utiliser sans danger comme expérimentation. On apprend tout au long de la série que l'oncle Albert a infiltré incognito, en se déguisant, l'organisation du docteur Phineus Phibes et met au courant en secret Sammy et Scooby-Doo des mauvais tours de Phineus Phibes.

## Personnages
- Sammy Rogers : Le meilleur ami de Scooby-Doo et neveu du Professeur Albert.
- Scooby-Doo : Meilleur ami de Sammy, il est le seul à pouvoir manger les Crocs Scooby.
- L'oncle Albert Shaggleford : Il est l'oncle de Sammy (c'est le frère de la mère de Sammy) et c'est un savant de réputation internationale. Il a infiltré l'organisation de son ennemi. Son identité secrète est révélée dans la dernière séquence du dernier épisode de la première saison. On apprend, au dernier épisode de la série que l'oncle Albert est le docteur Trebla (Trebla est le sens inverse d'Albert) .
- Robi : Ce robot est la première invention de l'oncle Albert, il n'est pas très au point mais il est doté d'une intelligence artificielle qui ne le rend pas très malin.
- Docteur Phineus Phibes : Un savant fou qui a perdu une partie de ses cheveux et sa main gauche dans sa jeunesse lors d'une expérience sur la foudre. Son corps attire la foudre depuis cet accident. Il ne supporte pas Sammy et Scooby-Doo qui mettent régulièrement en échec son organisation. Il n'hésite pas à voler les inventions des autres savants pour tenter de devenir immortel, son plus grand rêve après la conquête du monde et devenir le savant le plus connu dans le monde. Son accent et son caractère peuvent faire penser à Adolf Hitler. Le Docteur Phineus Phibes sait que Sammy et Scooby-Doo sont habitués aux enquêtes mystérieuses.
- Les complices de Phibes : Ils portent tous des numéros, mis à part "numéro 1" les autres complice de Phibes sont bêtes et méchants.
- Le docteur Trebla : Un savant qui travaille pour Phineus Phibes depuis le 1er épisode de la série.

## Fiche technique
- Titre original :  Shaggy & Scooby-Doo Get a Clue !
- Titre français : Sammy et Scooby en folie
- Dates de première diffusion :  États-Unis : 23 septembre 2006 ;  France : 20 février 2007

## Distribution

### Voix originales
- Frank Welker : Scooby / Fred
- Scott Menville : Shaggy (Sammy)
- Mindy Cohn : Velma (Véra)
- Grey DeLisle : Daphné
- Jim Meskimen : Robby / Agent 1
- Jeff Bennett : Docteur Phineus Phibes / Agent 2
- Casey Kasem : oncle Albert

### Voix françaises
- Eric Missoffe : Scooby-Doo  / oncle Albert
- Jérémy Prevost : Sammy
- Mathias Kozlowski : Fred
- Caroline Pascal : Véra
- Joëlle Guigui : Daphné
- Guillaume Lebon : Robby
- Sébastien Desjours : Agent 1
- Boris Rehlinger : Agent 2
- Bernard Alane : Docteur Phineus Phibes

## Production
Après trois saisons, What's New, Scooby-Doo est remplacé en septembre 2006 par Shaggy and Scooby-Doo Get a Clue!. Une importante refonte de la licence : nouveau design et scénario différent. Elle débute dans le bloc de programmation Kids' WB le samedi matin. Le Dr. Phibes est influencé par le Dr. Denfer de la série Austin Powers, et porte le même nom qu'un personnage interprété par Vincent Price, déjà mis à l'honneur dans Les Treize Fantômes de Scooby-Doo. Ce personnage est Anton Phibes qui apparaît dans L'Abominable Docteur Phibes et Le Retour de l'abominable Docteur Phibes. Bien qu'absent de la série de façon régulière, Fred, Daphné et Véra font parfois des apparitions pour aider.

## Épisodes

### Première saison (2006-2007)
1. L'Héritage de Sammy (Shags to Riches)
2. Fondue de fondue (More Fondue for Scooby-Doo!)
3. Dandy Scooby (High Society Scooby)
4. Une fête dans les règles de l'art (Party Arty)
5. La Maison de tous les dangers (Smart House)
6. La foudre frappe toujours deux fois (Lightning Strikes Twice)
7. Ouistiti Chéri (Don't Feed the Animals)
8. Détectives sur le qui vive (Mystery of the Missing Mystery Solvers)
9. Les Rois des fourneaux (Chefs of Steel)
10. Les Invincibles invisibles (Almost Ghosts)
11. Pile Pôle ! (Pole to Pole)
12. Dans le corps de Phineus Phibes (Big Trouble)
13. Bonne surprise pour Phibes (Operation Dog and Hippy Boy)

### Deuxième saison (2007-2008)
1. Action au parc d'attraction (Shaggy and Scooby World)
2. Mate le matou (Almost Purr-fect)
3. L'Aventure intérieure (Inside Job)
4. Un costume sur mesure (Zoinksman)
5. Clones en délires (The Many Faces of Evil)
6. La Phobie du hippie (Cruisin' For a Bruisin)
7. Le Nouveau Locataire (There is a Doctor in the House)
8. Monstres sur canapé (Super Scary Movie Night)
9. La Fugue de Robi (Runaway Robi)
10. La Bosse de l'intelligence (Don't Get A Big Head)
11. Quand les poules auront des cornes (Scooby-Dudes)
12. Robot pour être vrai (Zoinks The Wonderdog)
13. Au secours d'oncle Albert (Uncle Albert Alert)